# Liste des évêques de Bayeux
L'évêque de Bayeux était avant la Révolution considéré comme le second en dignité de la province ecclésiastique de Normandie, après l'archevêque de Rouen.

## Liste des évêques de Bayeux de l'Antiquité
| Portrait | Dates        | Titulaire                 | Notes                                                                                                |
| -------- | ------------ | ------------------------- | --- |
|          | IVe siècle   | saint Exupère de Bayeux   | Exuperius ou Spire (Spirius), Soupir, Soupierre, premier évêque de Bayeux selon plusieurs documents. |
|          |              | Regnobert ou Révérend (?) | nom incertain                                                                                        |
|          | avant 440    | saint Rufinien            | Rufinianus                                                                                           |
|          | vers 440-470 | saint Loup de Bayeux      | Lupus                                                                                                |
|          |              | saint Patrice             | Patricius                                                                                            |
|          | vers 470-480 | saint Manvieu             | Manveus ou Manvé, Mange, Manvien, Mar-Wig.                                                           |
|          | vers 480-510 | saint Contest             | Contestus ou Contès ou Context, fêté le 11 février                                                   |

## Liste des évêques de Bayeux du Haut Moyen Âge
| Portrait | Dates        | Titulaire                 | Notes                                                                                             |
| -------- | ------------ | ------------------------- | ------------------------------------------------------------------------------------------------- |
|          | 511-538      | saint Vigor de Bayeux     | Vigorus ou Vigile.                                                                                |
|          | 538-549 ?    | Leucade                   | Leucadius. Présent au concile d'Orléans, il est le premier évêque de Bayeux attesté.              |
|          | vers 557-565 | Lascivius                 | Lascivus ou Lauscius.                                                                             |
|          | 581-614      | Leudovalde                | Leudovaldus ou Leudovald.                                                                         |
|          | 627-...      | saint Regnobert de Bayeux | Regnobertus ou Renobert, Rennobert, Raimbert.                                                     |
|          |              | Betton                    |                                                                                                   |
|          | vers 689-691 | saint Gerbold             | Gereboldus ou Gerebauld, Gerbaud.                                                                 |
|          | vers 691-720 | saint Frambold            | Framboldus ou Franbolt, Frambaud, Franbourd.                                                      |
|          |              | saint Geretrand           | Geretranus.                                                                                       |
|          | vers 720-734 | saint Hugues de Rouen     | Hugo. Évêque de Paris, de Rouen, et de Bayeux ; abbé de Jumièges et Fontenelle (Saint-Wandrille). |
|          |              | Robert                    | Ratbertus.                                                                                        |
|          | vers 765-... | Léodeningue               | Leodeningus.                                                                                      |
|          |              | Thiorus                   |                                                                                                   |
|          | 829-833      | Careville                 | Carveniltus.                                                                                      |
|          |              | saint Sulpice             | Sulpitius.                                                                                        |
|          | 835-840      | Erimbert                  | ou Ermbart.                                                                                       |
|          | 843-858      | saint Baltfride           | Baltfridus ou Badfridus, Waltfride, Baufroy, Vaufroy.                                             |
|          | 859          | Tortold                   | Tortoldus.                                                                                        |
|          | 859-876      | Erchambert                |                                                                                                   |
|          |              | Erlebaud                  |                                                                                                   |
|          | 928-933      | Henri Ier                 | Heiricus.                                                                                         |
|          | vers 955-... | Richard Ier               |                                                                                                   |
|          | 967-1006     | Raoul d'Avranches         | Ratbertus.                                                                                        |

## Moyen Âge central et fin du Moyen Âge
- 1015-1049 : Hugues II de Bayeux
- 1050-1097 : Odon († 1097), ou Eudes, Odo, également comte de Kent, demi-frère de Guillaume le Conquérant et probable commanditaire de la tapisserie de Bayeux
- 1097-1106 : Turold de Brémoy (Turoldus), ou d'Envermeu
- 1107-1133 : Richard de Douvres († 1133), fils de l'évêque Samson de Worcester
- 1135-1142 : Richard de Gloucester († 1142), fils de Robert de Gloucester) et neveu de son prédécesseur Richard de Douvres,
- 1142-1163 : Philippe d'Harcourt († 1163)
- 1165-1205 : Henri II de Pardieu († 1205)
- 1206-1231 : Robert II des Ablèges, † 1231
- 1232-1239 : Thomas Ier de Fréauville, † 1239
- 1240-1269 : Guy, † 1269
- 1263-1274 : Eudes II de Lorris, † 1274
- 1274-1276 : Grégoire de Naples
- 1276-1306 : Pierre Ier de Benais, † 1306
- 1306-1312 : Guillaume Ier Bonnet, † 1312
- 1313-1324 : Guillaume II de Trie
- 1324-1330 : Pierre II de Lévis, † 1330
- 1326-1330 : Pierre de Jean
- 1333-1337 : Guillaume III de Beaujeu, † 1337
- 1338-1347 : Guillaume IV Bertrand, † 1347
- 1347-1350 : Pierre III de Venois, † 1350
- 1351-1360 : Pierre IV de Villaines, † 1360
- 1360-1373 : Louis Ier Thézart
- 1373-1375 : Miles de Dormans
- 1375-1408 : Nicolas Ier du Boscq, † 1408
- 1408-1412 : Jean de Boissey, † 1412
- 1412 : Jean II de Bouquetot
- 1412-1419 : Jean III Langret
- 1421-1431 : Nicolas II Habart, † 1431
- 1432-1459 : Zanon de Castiglione, † 1459
- 1460-1479 : Louis II de Harcourt, † 1479
- 1480-1498 : Charles Ier de Neufchâtel, † 1498, archevêque de Besançon et conseiller de Louis XI[3]

## Temps modernes

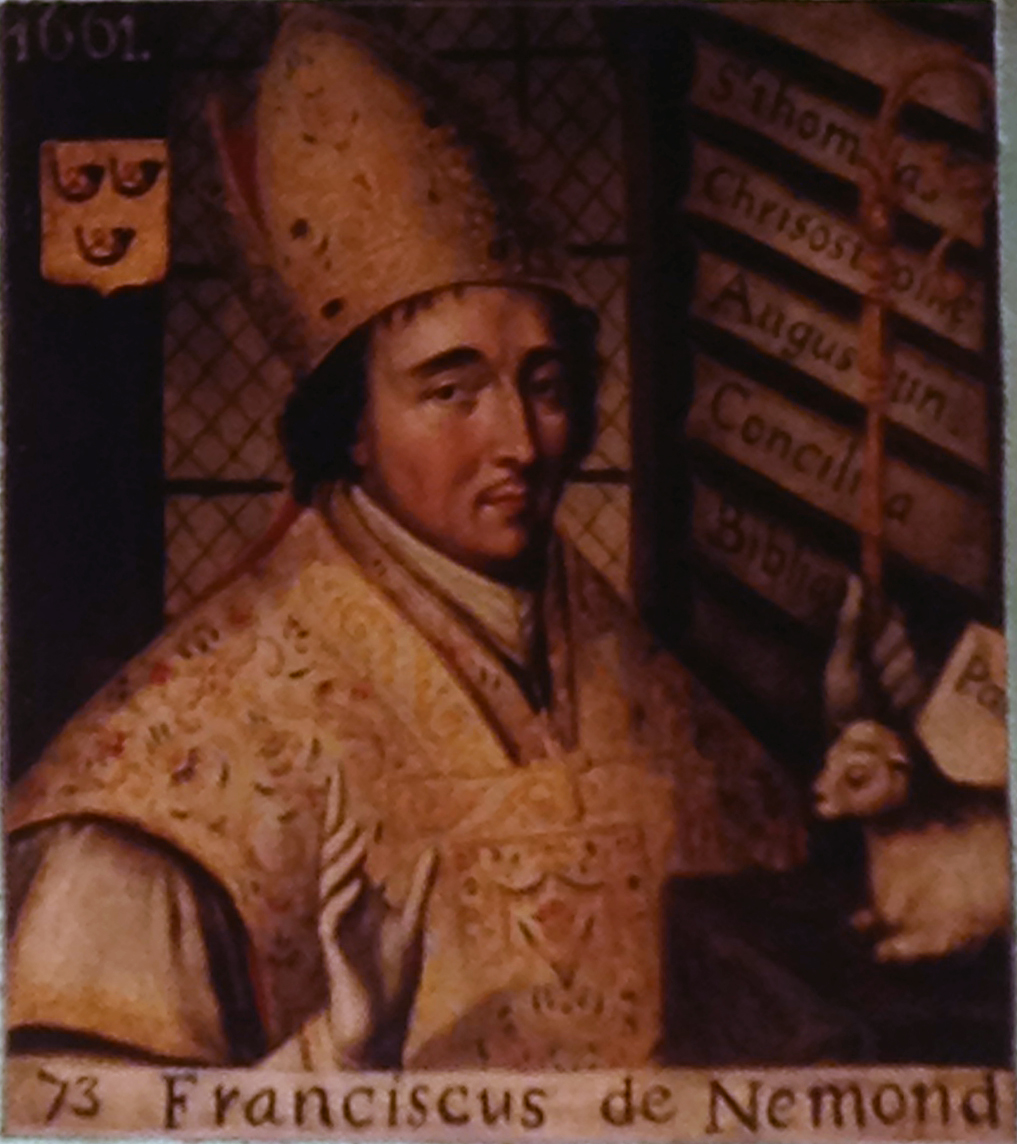
Tableau François de Nesmond.

- 1498-1510 : René Ier cardinal de Prie, † 1516
- 1516-1531 : Louis III de Canossa, † 1531
- 1531 (n'a pu être consacré) :Pierre V de Martigni, abbé de Saint-Étienne de Caen, † 1531
- 1531-1548 : Augustin Trivulce, † 1548, cardinal
- 1548-1571 : Charles d'Humières, † 1571
- René de Beaune, fut nommé évêque de Bayeux mais le pape Grégoire XIII ayant refusé ses bulles pour ce siège, il fut transféré à Bourges
- 1572-1582 : Bernardin de Saint-François, † 1582
- 1582-1586 : Mathurin de Savonnières, † 1586
- 1586-1590 : Charles III de Bourbon, quoique nommé évêque de Bayeux, ne prit pas possession de ce siège, cardinal
- 1590-1600 : René II de Daillon du Lude, † 1600
- 1600-1604 : Arnaud d'Ossat, † 1604, cardinal
- 1606-1647 : Jacques d'Angennes, † 1647
- 1647-1652 : Édouard Molé, † 1652
- 1652-1654 : François Ier Molé
- 1654-1659 : François II Servien, † 1659
- 1662-1715 : François III de Nesmond, † 1715
- 1716-1718 : Joseph Ier Emmanuel de la Trémoïlle, cardinal
- 1719-1728 : François IV Armand de Lorraine-Armagnac, † 1728
- 1729-1753 : Paul d'Albert de Luynes
- 1755-1776 : Pierre V Jules-César de Rochechouart
- 1776-1791 : Joseph II de Cheylus, (revendique le titre jusqu’à sa mort en 1797)

## Révolution française: évêques constitutionnels du Calvados

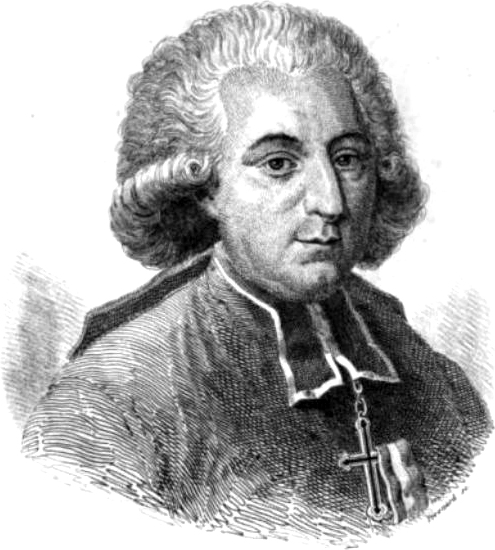
Claude Fauchet.

- 1791-1793 : Claude Fauchet, † 1793
- 1799-1799 : Julien Jean-Baptiste Duchemin, † 1799
- 1799-1801 : Louis-Charles Bisson

## Évêques concordataires
Le 15 août 1801, promulgation du Régime concordataire. Le diocèse est remodelé, correspondant désormais au département du Calvados.
- 1802-1817 ou 1823 : Charles IV Brault et de fait jusqu'en 1823
- Jérôme-César de Couasnon, fut nommé évêque de Bayeux le 8 août 1817, mais sa mauvaise santé l'obligea à refuser cette charge.
- Jean de Pradelle, nommé pour remplacer M. de Couasnon, fut préconisé le 1er octobre 1817 mais mourut le 2 avril 1818 avant d'avoir été consacré. † 1818
- 1823-1827 : Charles François Duperier-Dumouriez (1746-1827)
- 1827-1836 : Jean Charles Richard Dancel, † 1836
- 1836-1855 : Louis-François Robin

Le 12 juin 1855, restauration du titre d'évêque de Lisieux par un bref du pape Pie IX et par décret de l'Empereur, conféré à tous les évêques de Bayeux. Création du diocèse de Bayeux et Lisieux. Voir Liste des évêques de Bayeux et Lisieux.

## Galerie

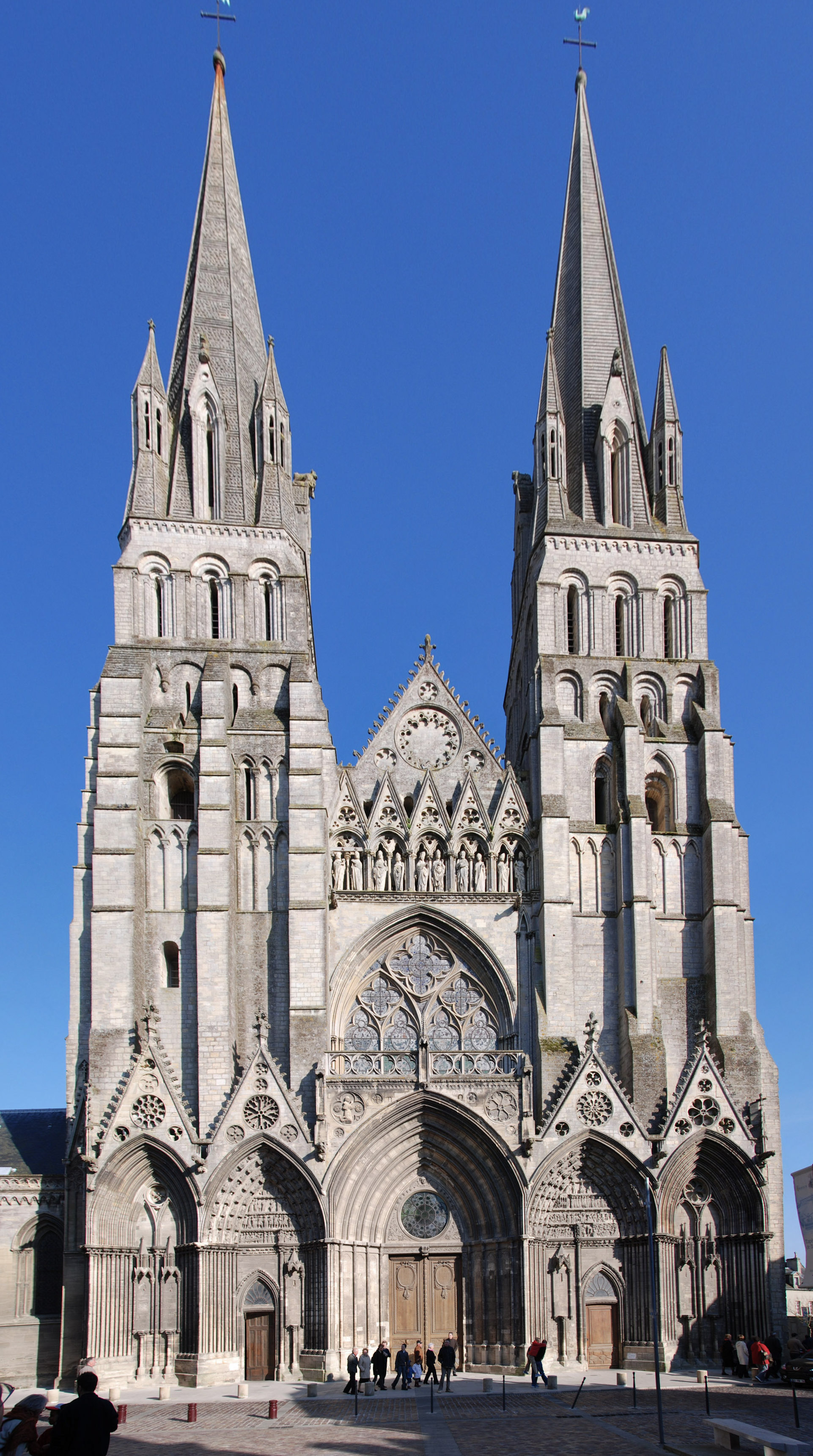
Cathédrale Notre-Dame de Bayeux, façade ouest.
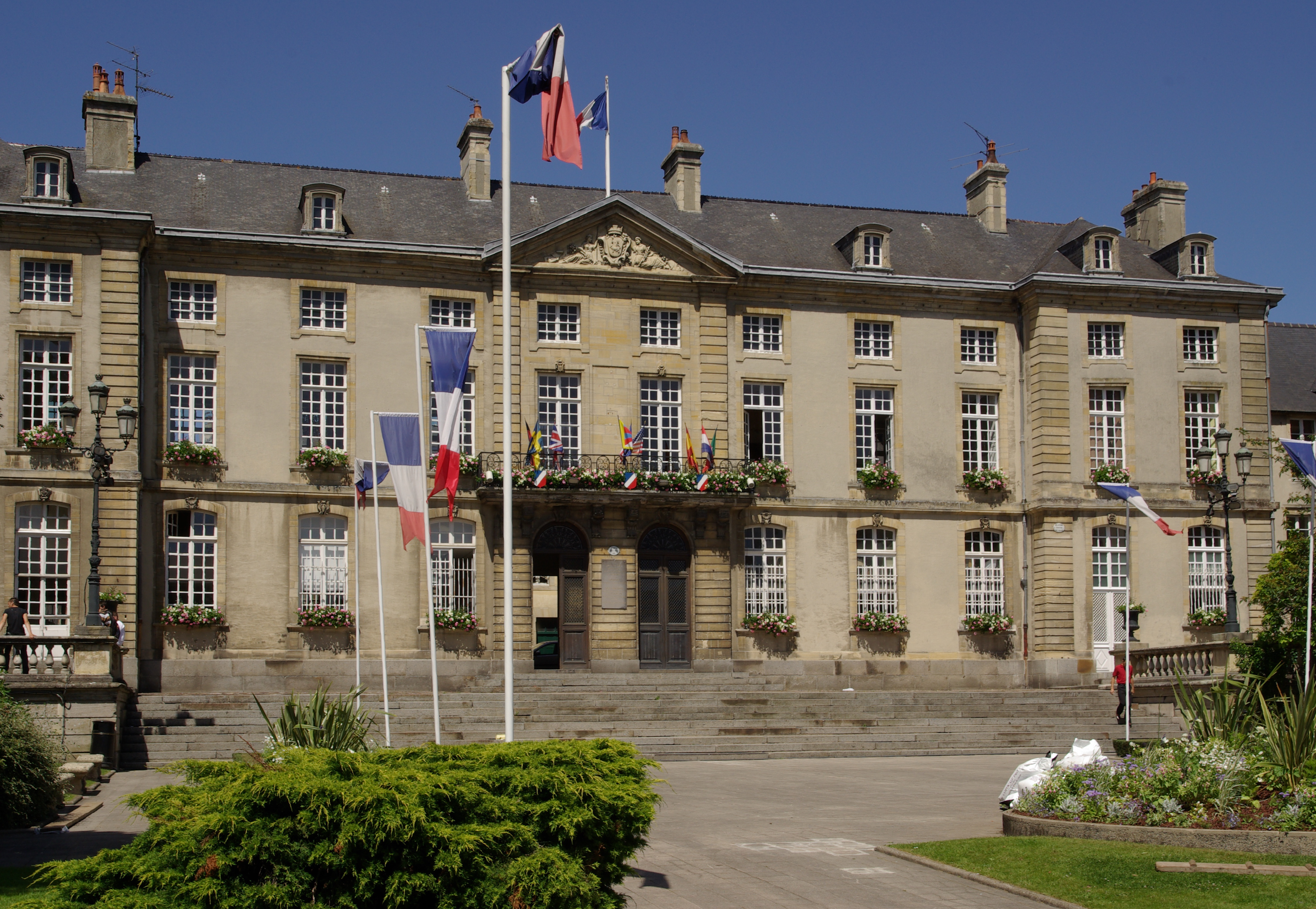
Ancien palais épiscopal devenu hôtel-de-ville.
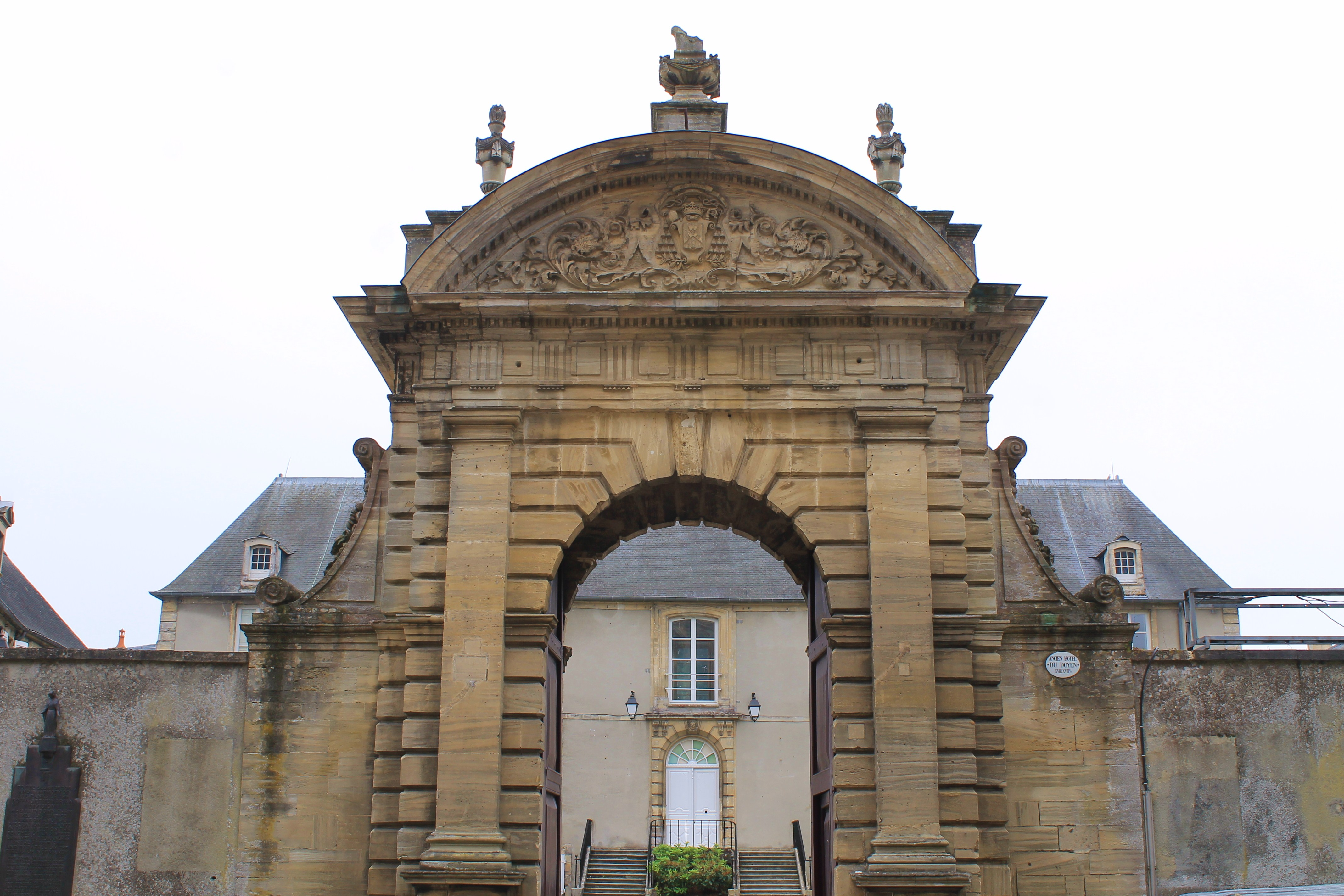
Hôtel du Doyen, utilisé comme palais épiscopal durant le Concordat.